# أليكس غوردون (كاتب)
أليكس غوردون (بالإنجليزية: Alex Gordon)‏ هو منتج أفلام وكاتب سيناريو أمريكي، ولد في 8 سبتمبر 1922، وتوفي في 24 يونيو 2003 في لوس أنجلوس في الولايات المتحدة.

## وصلات خارجية
- أليكس غوردون على موقع IMDb (الإنجليزية)
- أليكس غوردون على موقع ألو سيني (الفرنسية)
- أليكس غوردون على موقع أول موفي (الإنجليزية)
- أليكس غوردون على موقع قاعدة بيانات الأفلام السويدية (السويدية)
- أليكس غوردون على موقع قاعدة بيانات الفيلم (الإنجليزية)
- أليكس غوردون على موقع كينوبويسك (الروسية)